# Eufemo (figlio di Poseidone)
Eufemo (in greco antico: Εὔφημος?, Eὔphēmos) è un personaggio della mitologia greca. Fu uno degli Argonauti e partecipò alla caccia del Cinghiale calidone.

## Genealogia
Secondo Igino era figlio di Poseidone e di Europa (figlia del gigante Tizio), altri autori citano diverse madri come Doris (figlia di Eurota) o Mecionice (figlia di Orione).
Su alcuni scholia è annotato che fosse il marito di Laonome, sorella di Eracle.
Ebbe una figlia di nome Leucofane avuta da una donna di Lemno (Malicha, Malache, o Lamache) e che lo rese antenato di Batto, il fondatore di Cirene.

## Mitologia
Originario della Beozia. visse a Taenarum in Laconia e si unì all'equipaggio degli Argonauti come timoniere.

Avuta dal padre Poseidone la facoltà di camminare sulle acque, si tuffò nelle Simplegadi per accertarsi che la nave potesse passarci.

### Colonizzazione della Libia
Eufemo è spesso citato nelle leggende della colonizzazione greca della Libia ed alla fondazione di Cirene, imprese che cercò di compiere dopo una profezia di Medea.

#### Pindaro
Nel quarto libro delle Pitiche, Pindaro scrive che nel suo viaggio con gli Argonauti e durante una sosta presso il lago Tritonis in Libia, un altro figlio di Poseidone (Euripilo di Cirene) gli fece dono di una zolla di terra che lui accettò accordando di gettarla a terra una volta giunto di fronte all'entrata dell'Ade a Taenarum per ottenere che i suoi discendenti avrebbero governato la Libia dalla quarta generazione.

Ma la zolla fu sbarcata per errore dalla nave e portata a Thera e fu così che la Libia fu invece colonizzata da Batto di Thera, un suo presunto discendente dopo diciassette generazioni.

#### Apollonio Rodio
Ne Le Argonautiche, Apollonio Rodio racconta invece che quando si fermarono presso il lago Tritonis fu Tritone a presentarsi come Euripilo e che solo più tardi gli avesse rivelato la sua vera identità.

In seguito Eufemo sognò di gocce di latte fuoriuscire dalla zolla di terra e che da ciò prendesse forma una donna con cui fece l'amore.

Sognò anche che la donna piangesse e che dopo le sue cure lei gli rivelasse di essere figlia di Tritone e di Libia e che lo avrebbe ricambiato prendendosi cura della sua progenie se lui l'avesse affidata alle cure delle Nereidi. Infine la donna gli promise che in futuro sarebbe tornata per fornire una casa ai suoi figli.

Eufemo rivelò il sogno a Giasone il quale gli disse di gettare la zolla in mare. Questa però non si sciolse ma si trasformò nell'isola di Calliste (Thera), che fu in seguito colonizzata dai discendenti di Eufemo già espulsi in precedenza da Lemno e che non furono accolti a Sparta.
Eufemo fu ritratto sul petto di Cipselo come il vincitore della corsa dei carri ai giochi funebri di Pelia.